# Pavel Bestchasny
 (septembre 2020).
Le contenu est difficilement compréhensible vu les erreurs de traduction, qui sont peut-être dues à l'utilisation d'un logiciel de traduction automatique.
Moine Pavel Bestchasny (en russe : Монах Павел (Виктор Владимирович Бесчасный)) né en 1967 à Dnepropetrovsk en république socialiste soviétique d'Ukraine et mort le 2 octobre 2017, à Pskov, (fédération de Russie), est un iconographe et iconologue orthodoxe, moine de l'Église orthodoxe russe, peintre d'icônes et professeur de peinture d'icônes russe.

## Biographie

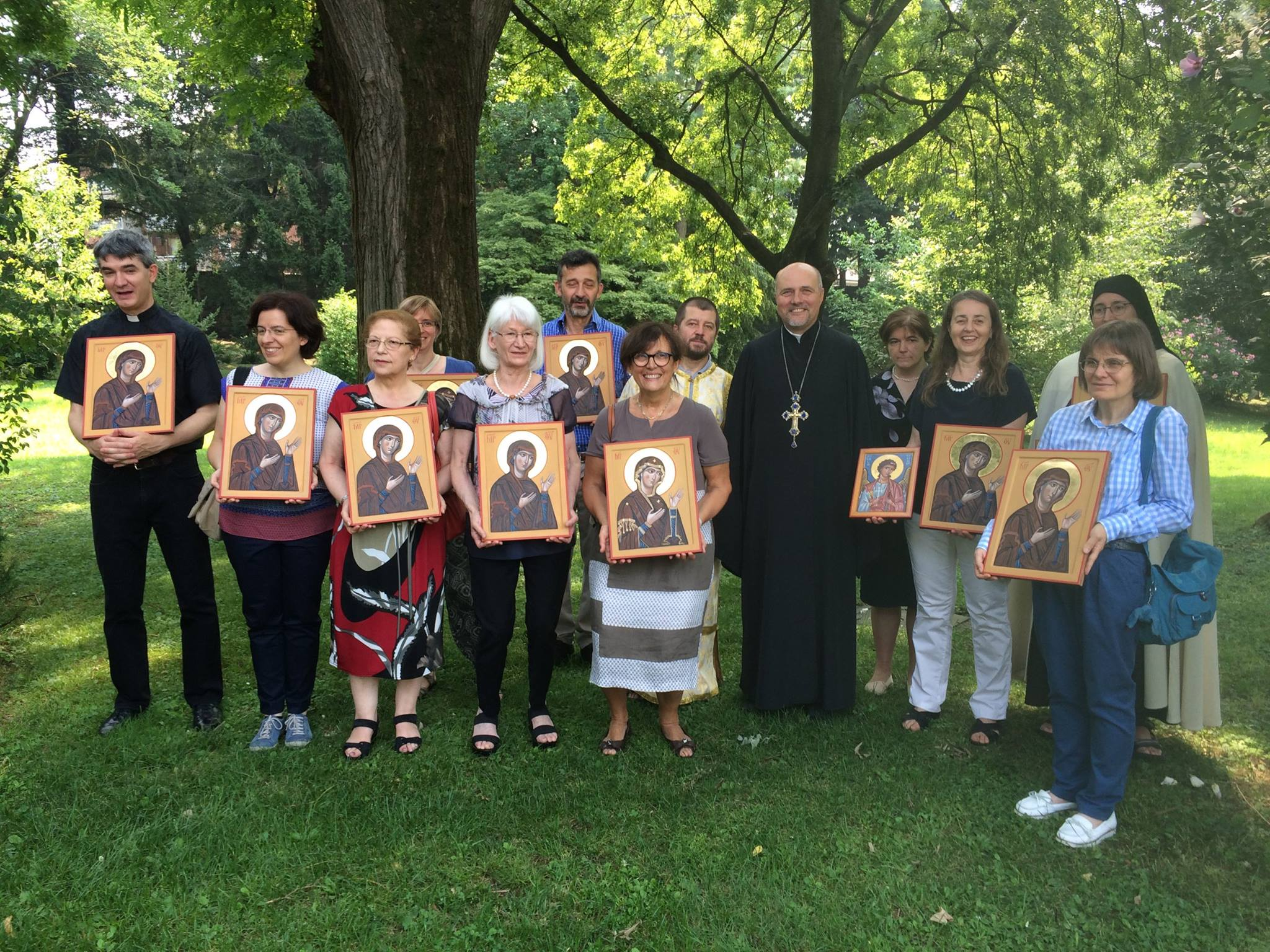
Élèves de cours d'iconographie à Seriat avec le moine Pavel (Bestchasny)

En plus de l'enseignement secondaire général, il est diplômé de l'École d'art de Dnepropetrovsk. Enrôlé dans les rangs de l'Armée soviétique, envoyé à la base Marine de Tallinn, il est resté longtemps en service.
Après sa démobilisation, il est entré au monastère des Grottes de Pskov en tant que novice.
Il est diplômé des cours de l'association d'art Transfiguration de Moscou.
Il a reçu une éducation spirituelle et une formation en peinture d'icônes de l'archimandrite Zinon (Todor), qui a été tonsuré au Jour de Pierre et Paul en 1995, avec son confrère Peter (Vladimir R. Kirsch, né en 1961 à Leningrad, restaurateur professionnel).
Avec le père Zenon  ils a constitué la communauté du monastère de la Miroja à Pskov dès son ouverture en 1994, et a également travaillé dans l'école de peinture d'icônes du monastère. 
À partir de 2008 il enseigne à l’École de Seriate, en Italie et dans la paroisse catholique de Lugano en Suisse à l'invitation de Pietro Pozzi.
Il est décédé tragiquement des suites d'un incendie dans une maison de Gverston.

## Conservation
Ses œuvres sont présentées dans diverses églises et monastères de la Région de Pskov et aussi dans des collections privées en Russie, Italie, Suisse, Brésil.